# الروحا
الروحا  (بالإنجليزية: ERROUHA)‏ هي جماعة قروية تابعة لإقليم زاكورة ضمن جهة درعة تافيلالت بالمغرب.  بلغ مجموع عدد سكان الروحا  حسب إحصاءات 2004  حوالي 9492   نسمة  يعيشون في 964 أسرة.

## إحصاء عام
| السنة | عدد السكان | عدد الأسر | عدد الأجانب |
| ----- | ---------- | --------- | ----------- |
| 1994  | 8701       | 857       | °°°°        |
| 2004  | 9492       | 964       | 0           |